# Мари Фуема
Мари Фуема (на английски: Marie Fuema) е сенегалски модел на IMG Ню Йорк.

## Биография
Мари Фуема е родена на 6 септември 1987 г. в Дакар, Сенегал. Започва кариерата си като модел през 2005 г.